# Mahjoor
Peerzada Ghulam Ahmad (Mitrigam, Pulwana, 11 de agosto de 1887 - Mitrigam, 9 de abril de 1952), conocido como Mahjoor, fue un poeta de Cachemira, India. 
Mahjoor se desempeñó como patwai (administrador regional) en Cachemira. Usó su tiempo libre escribiendo poesía, y su primer poema ' Vanta hay vesy ' fue publicado en 1918.
Además de sus poemas en lengua cachemir, Mahjoor también es destacado por sus composiciones en lenguas persa y urdu. Sus versos populares ocuparon temas como la libertad, el progreso, a juventud, las flores del Jardín de Nishat, las muchachas campesinas, el oriol dorado, la armonía comunal, la reforma social, y los apuros de los cachemires. En su tiempo, tales composiciones eran desconocidas en la poesía formal cachemir. Revolucionó las formas tradicionales de nazm y ghazal.